# Torcón (pico)
El pico de Torcón es un pico de 928 metros de altitud situado en el término municipal de Herencia, en el norte de la provincia de Ciudad Real, comunidad autónoma de Castilla-La Mancha, España.
Este pico es visible desde varios pueblos de la zona, como Camuñas, Puerto Lápice o Herencia.
El término municipal de Herencia se encuentra en la Sierra de la Sevillana, o también llamada Sierra del Torcón, cuya altitud máxima son los 928 metros del pico, además de ser también los de la citada sierra. El segundo pico tiene una altitud de 899 metros, es donde está el repetidor de televisión, aunque es una de las más altas de todos los municipios de la zona, aun así está detrás de la altura máxima, por ejemplo de Camuñas que es débilmente mayor.
En el cerro del Torcón se encuentra el paraje de La Rendija, donde se encontraron pinturas rupestres, este lugar es también llamado el tesoro.
- Datos: Q6149113